# Milch ohne Honig
Milch ohne Honig ist ein Sachcomic von Hanna Harms. Sie setzt sich in ihrem Erstlingswerk mit dem Bienensterben, dessen von Menschen gemachten Ursachen und den Auswirkungen für Mensch und Natur auseinander. Der Comic erschien 2022 beim Carlsen Verlag.

## Inhalt
In ihrem Debütcomic schildert Harms das durch Menschen verursachte Insektensterben, wobei sie sich vor allem auf Bienen konzentriert. Deren weltweit sinkende Population steht repräsentativ für den negativen Einfluss der Menschen auf die Insektenwelt. Gezeigt werden ebenfalls andere Insekten wie Ameisen oder Schmetterlinge, die durch ihr Verhalten zur natürlichen Bestäubung von Pflanzen beitragen.
Der Comic beginnt mit einer kurzen Vorstellung von Bienen, deren Lebens- und Verhaltensweisen. Harms illustriert zum Beispiel verschiedene Tänze, mit denen die Tiere untereinander kommunizieren, um etwa auf Nahrungsquellen aufmerksam zu machen. Oder sie erläutert, dass die meisten Bienen als Einzelgänger und nicht in größeren Gruppen leben. Zu einem inhaltlichen Stimmungswechsel kommt es, als der moderne Mensch Einzug in die Geschichte hält.
Alleine in Deutschland ist seit den 1990er Jahren die Biomasse aller Insekten um etwa 75 % gesunken; eine dramatische Entwicklung ist weltweit zu beobachten. So wurde beispielsweise die für Bienen tödliche Varroamilbe in viele Länder eingeschleppt, als Züchter versuchten, die als Nutztier gehaltene westliche Honigbiene auf anderen Kontinenten einzuführen. Die weltweit dominante Landwirtschaftsform der Monokulturen führt bei Bienen zu Mangelernährung und nimmt wichtigen Lebensraum. Insektizide, darunter unter anderem Neonicotinoide, töten nicht nur vermeintliche Schädlinge, sondern auch zahlreiche Bienen. Der Honig enthält häufig nennenswerte Rückstände der Pestizide. Eine zunehmende Lichtverschmutzung stört den Rhythmus der Insekten. 
Harms erläutert auch negative Auswirkungen des Bienensterbens für die Menschheit, etwa bei der Lebensmittelproduktion, da zahlreiche Blumen- und Obstsorten auf Wildbestäuber angewiesen sind. Bereits heute gibt es Anbaugebiete, in denen Menschen Nutzpflanzen mithilfe feiner Pinsel von Hand bestäuben. Privathaushalte tragen ebenfalls negativ zur Bienenpopulation bei, etwa indem Vorgärten mit Kies und Schotter versiegelt werden und dadurch wertvoller Lebensraum verloren geht. Dabei leiden nicht nur die Insekten, sondern es werden ganze Netzwerke der Natur nachträglich beschädigt oder zerstört.
Harms zeigt ebenfalls mögliche Lösungswege auf, dem folgenreichen Insektensterben zu begegnen, und hebt insbesondere die ökologische Landwirtschaft hervor. Sie nennt auch Möglichkeiten, wie Einzelne beitragen können, etwa indem sie Lebensräume durch naturnahe Gärten und insektenfreundliche Blühpflanzen auf einem Balkon oder Fenstersims schaffen können.

## Entstehung und Stil
Auf die Idee für Milch ohne Honig kam die Comic-Künstlerin, nachdem sie einen Artikel über den Zusammenhang zwischen Bienen und der Kulturgeschichte des Menschen gelesen hatte, die sie im Rahmen ihrer Bachelorarbeit umsetzte. Sie wollte nach eigener Aussage einen populärwissenschaftlichen Sachcomic „zwischen Poesie und Wissenschaft“ zeichnen. Für die Biene als Repräsentantin des Insektensterbens entschied sie sich einerseits, weil die Biene als das am besten erforschte Insekt zur Zeit der Entstehung galt, anderseits sieht die Comic-Künstlerin in den Insekten „Sympathieträger“, die bei vielen Menschen positive Assoziationen weckten.
Die minimalistisch, einfach gehaltenen Bilder sind von einem klaren Design geprägt und mit Bleistift sowie Gouache-Farbe gezeichnet. Bei der Kolorierung beschränkt sich Harms vor allem auf Schwarz-, Weiß und Grautöne sowie ein dominantes Gelb, das hauptsächlich den Bienen vorbehalten bleibt, aber auch anderweitig eingesetzt wird, etwa um die giftige Wirkung von Insektenschutzmitteln zu illustrieren. Gelegentlich setzt sie farbliche Akzente in Orange bis Rosa, unter anderem bei Blumen. Für zusätzliche Tiefe sorgen kräftige Schattierungen. Die Texte fallen ebenfalls zurückhaltend aus, insbesondere für einen Sachcomic, und beschränken sich auf kurze Sätze oder einzelne Wörter („Ein Komplettausfall der Bestäuber würde den Süden besonders hart treffen“). Dabei ging es Harms auch darum, die Fülle an recherchierten Informationen zu filtern, um die Leser nicht mit zu vielen Fakten zu langweilen oder zu überfordern.
Das Nachwort zu Milch ohne Honig verfasste der Insektenforscher und Bienenexperte Jürgen Tautz, in dem er die Thematik vor einem wissenschaftlichen Hintergrund zusammenfasst und unter anderem festhält, dass Insekten die Menschheit nicht bräuchten, die Menschen allerdings auf Insekten angewiesen seien. Die „Insektendämmerung ist real“, schreibt Tautz und stellt weiter die Frage, ob das Insektensterben vielleicht bedrohlicher sei als die globale Erwärmung. Zudem findet sich am Ende des Buches eine Liste mit weiterführender Literatur.

## Veröffentlichungen
Der Comic entstand 2019 als Bachelorarbeit an der Münster School of Design. Am 30. August 2022 veröffentlichte der Carlsen Verlag eine Printausgabe als Hardcover, bei der auf eine umweltfreundliche Herstellung geachtet wurde.

## Kritikermeinungen
Bei Hanna Harms seien Bienen weder süß noch knuffig, denn sie erzähle keine idyllische Geschichte, hält Simone Stern im Bayerischen Rundfunk fest. Der Sachcomic zur „alltäglichen Tragödie des Bienensterbens“ bebildere den Aufstieg und vor allem den Niedergang der Biene, der mit den modernen Menschen begonnen habe. Ein Comic könne wohl kaum die Bienen retten, aber auf verschiedene Aspekte im Umgang mit Insekten aufmerksam machen und damit vielleicht zu einem Umdenken beitragen.
Laut Lena Hähnchen im Mitteldeutschen Rundfunk reichen wenige Sätze und Worte von Harms pro Seite völlig aus, um „viel Inhalt auf wenig Raum“ zu vermitteln. Bilder und Worte sprächen eine „assoziative und poetische Sprache“, was nach dem Lesen bleibe, sei ein „Gefühl der leichten Schwere“.
Viele Darstellungen von Harms seien auf „äußerst kreative Weise“ gestaltet, beispielsweise die Navigationskarte im Kopf einer Biene, mit der sie sich geometrische Bezüge und Wegpunkte zur Orientierung merkt, schreibt Katja Maria Engel für Spektrum der Wissenschaft. Sie schaffe dabei den „Zusammenschluss von Poesie und Wissenschaft“, weil das Zusammenspiel von Zeichnungen und Texten zwar nüchtern erscheine, aber dennoch anrührend ausfalle. Die Comic-Künstlerin erzähle nichts Neues, erinnere aber auf „hinreißend schöne und nachdenkliche Weise an die nützlichen kleinen Wesen“. Das Buch lade dazu ein, es „immer wieder neu aufzuschlagen und darin zu versinken“.
Auf literaturzeitschrift.de schließt Ulrike Dansauer, der äußerst gelungene Sachcomic überzeuge mit „einfachen, aber punktgenauen Sätzen und ebenso einfachen, aber pointierten Zeichnungen, die bestens miteinander harmonieren“. Das Werk eigne sich auch für die Schule als Lehr- und Lernmaterial.
Im Jahr 2020 erhielt Milch ohne Honig einen GINCO Award als „Bester Nonfiction Comic“.